# Никулеску, Раду
Раду Никулеску (рум. Radu Niculescu; 2 марта 1975; Сибиу) — румынский футболист, нападающий.

## Карьера

### Клубная
Начинал карьеру в «Интере» из родного города. Основную часть карьеры провёл в футбольных клубах Бухареста — «Динамо», «Национале», «Рапиде», «Стяуа». Несколько сезонов выступал в «Университате» из Крайовы, турецких «Галатасарае» и «Анкарагюджю». Завершил карьеру в китайском клубе «Чанчунь Ятай».

### В сборной
| Матчи и голы Никулеску за сборную Румынии | Матчи и голы Никулеску за сборную Румынии | Матчи и голы Никулеску за сборную Румынии | Матчи и голы Никулеску за сборную Румынии | Матчи и голы Никулеску за сборную Румынии | Матчи и голы Никулеску за сборную Румынии |
| ----------------------------------------- | ----------------------------------------- | ----------------------------------------- | ----------------------------------------- | ----------------------------------------- | ----------------------------------------- |
| №                                         | Дата                                      | Соперник                                  | Счёт                                      | Голы Никулеску                            | Турнир                                    |
| 1                                         | 13 февраля 1994                           | США                                       | 2:1                                       | -                                         | Товарищеский матч                         |
| 2                                         | 16 февраля 1994                           | Республика Корея                          | 2:1                                       | -                                         | Товарищеский матч                         |
| 3                                         | 20 апреля 1994                            | Боливия                                   | 3:0                                       | 1                                         | Товарищеский матч                         |
| 4                                         | 25 мая 1994                               | Нигерия                                   | 2:0                                       | -                                         | Товарищеский матч                         |
| 5                                         | 1 июня 1994                               | Словения                                  | 0:0                                       | -                                         | Товарищеский матч                         |
| 6                                         | 8 февраля 1995                            | Греция                                    | 1:0                                       | -                                         | Товарищеский матч                         |
| 7                                         | 15 февраля 1995                           | Турция                                    | 1:1                                       | -                                         | Товарищеский матч                         |
| 8                                         | 18 марта 1998                             | Израиль                                   | 0:1                                       | -                                         | Товарищеский матч                         |
| 9                                         | 8 апреля 1998                             | Греция                                    | 2:1                                       | -                                         | Товарищеский матч                         |
| 10                                        | 22 апреля 1998                            | Бельгия                                   | 1:1                                       | -                                         | Товарищеский матч                         |
| 11                                        | 6 июня 1998                               | Молдавия                                  | 5:1                                       | 1                                         | Товарищеский матч                         |
| 12                                        | 15 июня 1998                              | Колумбия                                  | 1:0                                       | -                                         | Финальные матчи ЧМ-1998                   |
| 13                                        | 30 июня 1998                              | Хорватия                                  | 0:1                                       | -                                         | Финальные матчи ЧМ-1998                   |
| 14                                        | 4 февраля 2000                            | Грузия                                    | 1:1                                       | -                                         | Товарищеский матч                         |
| 15                                        | 6 февраля 2000                            | Кипр                                      | 2:3                                       | -                                         | Товарищеский матч                         |